# 環境倫理 (學術期刊)
《環境倫理》（Environmental Ethics）是一份1979年起發行的學術期刊。該期刊每年出版4期，內容以從哲學角度探索環境問題為主。現時，期刊的主編是美國北德州大學哲學和宗教研究學院的Eugene C. Hargrove。據2012年的期刊引證報告指，《環境倫理》的影響因子為0.36。 

## 資料來源
1. ↑  .   [2014-05-10]. （原始内容存档于2019-12-02）.

## 外部連結
- 官方网站